# I liga polska w rugby (2007/2008)

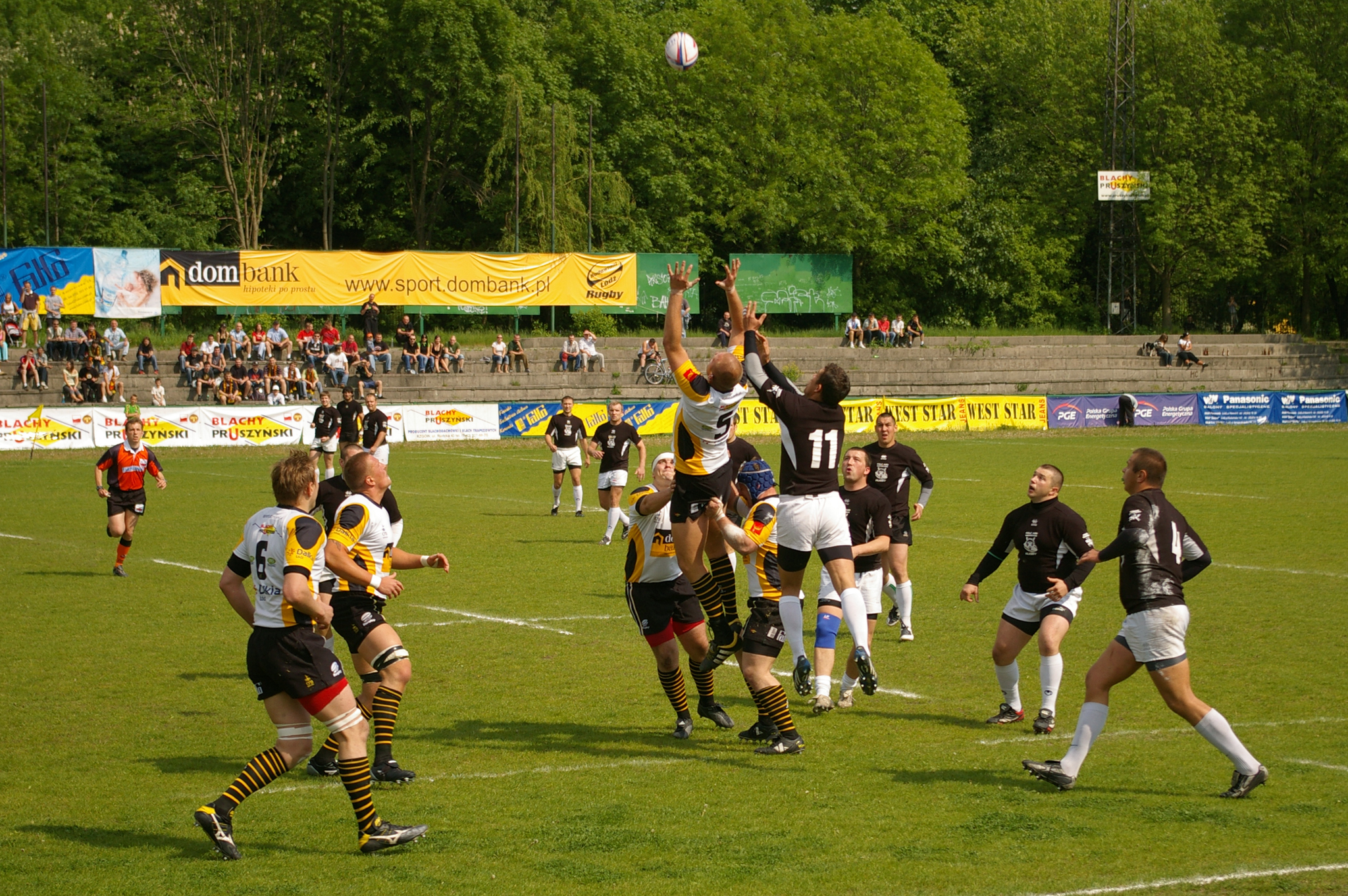
17 maja, Budowlani Łódź vs Folc AZS AWF Warszawa, mecz zakończył się wynikiem 26:21

I liga polska w rugby (2007/2008) – pięćdziesiąty drugi sezon najwyższej klasy rozgrywek klubowych rugby union drużyn piętnastoosobowych mężczyzn w Polsce. Tytuł mistrza Polski zdobył Folc AZS AWF Warszawa, który pokonał w finale Budowlanych Łódź. Trzecie miejsce zajęły Arka Gdynia i Lechia Gdańsk.

## System rozgrywek
Sezon 2007/2008 rozegrano w dwóch fazach. W pierwszej wszystkie dziesięć drużyn rozgrywało spotkania systemem ligowym, każdy z każdym, mecz i rewanż. W drugiej fazie cztery najlepsze zespoły rozegrały mecze półfinałowe, których zwycięzcy spotkali się w finale. Dwie najsłabsze drużyny spadały do I ligi. Sezon trwał od 26 sierpnia 2007 do 15 czerwca 2008.

## Drużyny
W rozgrywkach wzięło udział 10 zespołów:
- Budowlani Łódź
- Arka Gdynia
- Folc AZS AWF Warszawa
- Lechia Gdańsk
- Posnania Poznań
- Orkan Sochaczew
- Ogniwo Sopot
- Juvenia Kraków
- Skra Warszawa
- WMPD-PUDiZ Olsztyn

## Sezon zasadniczy

### Wyniki spotkań
Wyniki spotkań sezonu zasadniczego:

#### I kolejka
|  | Posnania Poznań | 25:0 (wo.) | Orkan Sochaczew |  |
|  |                 | 25:0 (wo.) |                 |  |

| 26 sierpnia 2007 | Lechia Gdańsk | 49:6(7:6) | Ogniwo Sopot           | Sędzia: Michalik |
| 26 sierpnia 2007 | Janusz Urbanowicz 29 (3P, 7pd), Maciej Brażuk 5 (P), Piotr Piszczek 5 (P), Giorgi Minadze 5 (P), Mariusz Kasperek 5 (P) | 49:6(7:6) | Robert Rogowski 6 (2K) | Sędzia: Michalik |
| 26 sierpnia 2007 | Dariusz Wantoch-Rekowski · Marcin Malochwy                                                                              | 49:6(7:6) |                        | Sędzia: Michalik |

| 26 sierpnia 2007 | Folc AZS AWF Warszawa                                                                          | 28:8(19:3) | Juvenia Kraków                                | Sędzia: Piotrowicz |
| 26 sierpnia 2007 | Sergo Kwernadze 10 (2P), Adam Pałyska 6 (3pd), Jarosław Zagozda 5 (P), Maciej Miśkiewicz 5 (P) | 28:8(19:3) | Piotr Liguziński 5 (P), Jaroslav Tomčík 3 (K) | Sędzia: Piotrowicz |

| 26 sierpnia 2007 | Arka Gdynia | 51:3(20:3) | Skra Warszawa         | Sędzia: Kościelniak |
| 26 sierpnia 2007 | Krzysztof Korbolewski 16 (P, 4pd, K), Waldemar Szwichtenberg 10 (2P), Mariusz Motyl 5 (P), Daniel Bartkowiak 5 (P), Łukasz Szostek 5 (P), Marek Skindel 5 (P), Kamil Simionkowski 5 (P) | 51:3(20:3) | Mariusz Śmielak 3 (K) | Sędzia: Kościelniak |

| 25 listopada 2007 | Budowlani Łódź | 57:0(21:0) | WMPD-PUDiZ Olsztyn | Sędzia: Kacper Michałkiewicz |
| 25 listopada 2007 | Tomasz Stępień 12 (6pd), Andrzej Milczak 10 (2P), Krzysztof Kotasa 10 (2P), Piotr Karpiński 5 (P), Piotr Gomulak 5 (P), Dariusz Kaniowski 5 (P), Grzegorz Dułka 5 (P), Krzysztof Hotowski 5 (P) | 57:0(21:0) |                    | Sędzia: Kacper Michałkiewicz |

#### II kolejka
Mecze drugiej kolejki zostały rozegrane 1 i 2 września 2007 roku.
| | Skra Warszawa | 19:62(5:31) | Budowlani Łódź | Sędzia: Jaczek |
| Norbert Olszewski 5 (P), Michał Siemieniuk 5 (P), Konrad Pisarek 5 (P), Olgierd Grefkowicz 2 (pd), Maciej Sienkiewicz 2 (pd) | Tomasz Grodecki 11 (P, 3pd), Tomasz Stępień 11 (P, 3pd), Maciej Maciejewski 10 (2P), Artur Maros 10 (2P), Michał Mirosz 5 (P), Kamil Bobryk 5 (P), Marek Mirosz 5 (P), Krzysztof Hotowski 5 (P) | 19:62(5:31) |                | Sędzia: Jaczek |

|                                               | Juvenia Kraków                                                               | 7:22(7:17) | Arka Gdynia | Sędzia: Piotrowicz |
| Waldemar Nawrot 5 (P), Jaroslav Tomčík 2 (pd) | Wojciech Ruszkiewicz 15 (3P), Paweł Bury 5 (P), Krzysztof Korbolewski 2 (pd) | 7:22(7:17) |             | Sędzia: Piotrowicz |
|                                               | Łukasz Szostek · Jacek Wojaczek                                              | 7:22(7:17) |             | Sędzia: Piotrowicz |

| | Ogniwo Sopot                                                                                | 19:27(14:7) | Folc AZS AWF Warszawa | Sędzia: Kościelniak |
| Dariusz Wantoch-Rekowski 5 (P), Daniel Podolski 5 (P), Marcin Pogorzelski 5 (P), Robert Rogowski 4 (2 pd) | Tomasz Gołąb 10 (2P), Adam Pałyska 7 (2pd, K), Tomasz Jędral 5 (P), Maciej Miśkiewicz 5 (P) | 19:27(14:7) |                       | Sędzia: Kościelniak |
| | Adam Pałyska                                                                                | 19:27(14:7) |                       | Sędzia: Kościelniak |

|                                    | Orkan Sochaczew | 8:57(3:35) | Lechia Gdańsk | Sędzia: Janeczko |
| Robert Pawelec 5, Bartosz Ilczuk 3 | Giorgi Minadze 15, Bakuri Czubinidze 12, Tomasz Rokicki 10, Rafał Witoszyński 5, Maciej Brażuk 5, Stanisław Więciorek 5, Mariusz Michalak 5 | 8:57(3:35) |               | Sędzia: Janeczko |

| | Posnania Poznań         | 43:5(17:5) | WMPD-PUDiZ Olsztyn | Sędzia: Jarowicz |
| Jurij Buchało 13 (P, 4pd), Krzysztof Wojcieszak 10 (2P), Tomasz Gruszczyński 10 (2P), Krzysztof Witczak 5 (P), Paweł Najdek 5 (P) | Przemysław Kryszk 5 (P) | 43:5(17:5) |                    | Sędzia: Jarowicz |
| Dominik Machlik | Piotr Silwanowicz       | 43:5(17:5) |                    | Sędzia: Jarowicz |

#### III kolejka
| | Budowlani Łódź                             | 29:11(7:3) | Juvenia Kraków | Sędzia: Janeczko |
| Tomasz Grodecki 9 (P, 2pd), Witalij Zadwirny 5 (P), Krzysztof Hotowski 5 (P), Tomasz Stępień 5 (P), Andrzej Milczak 5 (P) | Jarosław Tomčík 6 (2K), Paweł Indrak 5 (P) | 29:11(7:3) |                | Sędzia: Janeczko |
| Michał Królikowski | Waldemar Nawrot                            | 29:11(7:3) |                | Sędzia: Janeczko |

| | Arka Gdynia | 48:0(36:0) | Ogniwo Sopot | Sędzia: Janeczko |
| Kazimierz Raszpunda 10 (2P), Sławomir Jeliński 10 (2P), Wojciech Ruszkiewicz 5 (P), Robert Andrzejczuk 5 (P), Paweł Bury 5 (P), Sebastian Głuszek 5 (P), Łukasz Szostek 4 (2pd), Waldemar Szwichtenberg 4 (2pd) |             | 48:0(36:0) |              | Sędzia: Janeczko |
| Sławomir Jeliński |             | 48:0(36:0) |              | Sędzia: Janeczko |

| | Folc AZS AWF Warszawa | 61:0(21:0) | Orkan Sochaczew | Sędzia: Piotrowicz |
| Jarosław Zagozda 20 (4P), Jacek Grygułło 14 (2P, 2pd), Tomasz Jędral 10 (2P), Rafał Janeczko 6 (3pd), Adam Pałyska 6 (3pd), Michał Pazio 5 (P) |                       | 61:0(21:0) |                 | Sędzia: Piotrowicz |

| | Lechia Gdańsk                                                               | 39:19(17:12) | Posnania Poznań | Sędzia: Michalik |
| Tomasz Rokicki 10 (2P), Janusz Urbanowicz 7 (K, 2pd), Giorgi Minadze 5 (P), Rafał Wojcieszak 5 (P), Mariusz Michalak 5 (P), Grzegorz Śliwiński 5 (P), Bakuri Czubinidze 2 (pd) | Jurij Buchało 9 (P, 2 pd), Dominik Machlik 5 (P), Tomasz Gruszczyński 5 (P) | 39:19(17:12) |                 | Sędzia: Michalik |
| Łukasz Doroszkiewicz | Gaga Gureszidze                                                             | 39:19(17:12) |                 | Sędzia: Michalik |

|                         | WMPD-PUDiZ Olsztyn                                                                                           | 5:29(5:7) | Skra Warszawa | Sędzia: Szostek |
| Piotr Silwanowicz 5 (P) | Adrian Nowacki 12 (P, 2pd, K), Olgierd Grefkowicz 7 (P, pd), Wojciech Dądelewski 5 (P), Konrad Pisarek 5 (P) | 5:29(5:7) |               | Sędzia: Szostek |

#### IV kolejka
Mecze czwartej kolejki zostały rozegrane 22 i 23 września 2007 roku.
|                                                                        | Ogniwo Sopot | 17:58(3:24) | Budowlani Łódź | Sędzia: Kościelniak |
| Robert Rogowski 7 (K, 2pd), Robart Graban 5 (P), Marcin Malochwy 5 (P) | Grzegorz Dułka 15 (3P), Tomasz Grodecki (K, 5 pd), Marek Mirosz 10 (2P), Kacper Ławski 5 (P), Michał Mirosz 5 (P), Andrzej Milczak 5 (P), Kamil Bobryk 5 (P) | 17:58(3:24) |                | Sędzia: Kościelniak |

| 23 września 2007 | Orkan Sochaczew | 0:48 | Arka Gdynia | Sędzia: Michalik |
| 23 września 2007 | Siergej Garkawyj 15 (3P), Waldemar Szwichtenberg 8 (4pd), Jacek Wojaczek 5 (P), Robert Andrzejczuk 5 (P), Kazimierz Raszpunda 5 (P), Sebastian Głuszek 5 (P), Karol Zakaszewski 5 (P) | 0:48 |             | Sędzia: Michalik |
| 23 września 2007 | Mariusz Polecki | 0:48 |             | Sędzia: Michalik |

|                                  | Posnania Poznań                                                                                   | 5:28(0:21) | Folc AZS AWF Warszawa | Sędzia: Szostek |
| Marcin Szumiński 5 (P)           | Tomasz Gołąb 10 (2P), Adam Pałyska 8 (4pd), Aleksander Bartoszewicz 5 (P), Jarosław Zagozda 5 (P) | 5:28(0:21) |                       | Sędzia: Szostek |
| Arek Kwiatkowski · Jurij Buchało | Mariusz Liedel                                                                                    | 5:28(0:21) |                       | Sędzia: Szostek |

| | Lechia Gdańsk                                  | 29:8(15:8) | WMPD-PUDiZ Olsztyn | Sędzia: Jarowicz |
| Aszwetia Tornike 9 (P, 2pd), Maciej Brażuk 5 (P), Bakuri Czubinidze 5 (P), Karol Hedesz 5 (P), Piotr Piszczek 5 (P) | Piotr Silwanowicz 5 (P), Grzegorz Buczek 3 (K) | 29:8(15:8) |                    | Sędzia: Jarowicz |

|                                              | Juvenia Kraków             | 12:5(5:0) | Skra Warszawa | Sędzia: Piotrowicz |
| Mateusz Grun 10 (2P), Jarosław Tomčík 2 (pd) | Wojciech Łukasiewicz 5 (P) | 12:5(5:0) |               | Sędzia: Piotrowicz |
| Zagórowski · Smoleń                          |                            | 12:5(5:0) |               | Sędzia: Piotrowicz |

#### V kolejka
Mecze piątej kolejki zostały rozegrane 6 i 7 października 2007 roku.
| 6 października 2007 | Budowlani Łódź | 114:0(64:0) | Orkan Sochaczew | Sędzia: Michalik |
| 6 października 2007 | Tomasz Stępień 34 (2P, 12 pd), Michał Zych 15 (3P), Michał Królikowski 10 (2P), Marek Mirosz 10 (2P), Krzysztof Hotowski 10 (2P), Kamil Bobryk 5 (P), Tomasz Grodecki 5 (P), Sławomir Kiełbik 5 (P), Artur Mrowicki 5 (P), Krzysztof Szulc 5 (P), Artur Maros 5 (P), Andrzej Milczak 5 (P) | 114:0(64:0) |                 | Sędzia: Michalik |

| | Arka Gdynia          | 17:9(12:6) | Posnania Poznań | Sędzia: Kościelniak |
| Wojciech Ruszkiewicz 5 (P), Paweł Dąbrowski 5 (P), Paweł Bury 5 (P), Waldemar Szwichtenberg 2 (pd) | Jurij Buchało 9 (3K) | 17:9(12:6) |                 | Sędzia: Kościelniak |

|                                                                                       | Folc AZS AWF Warszawa | 15:5(0:5) | Lechia Gdańsk | Sędzia: Piotrowicz |
| Łukasz Nowosz 5 (P), Jarosła Zagozda 5 (P), Rafał Janeczko 3 (K), Adam Pałyska 2 (pd) | Giorgi Minadze 5 (P)  | 15:5(0:5) |               | Sędzia: Piotrowicz |

|                                                                                   | Skra Warszawa                                                                      | 23:24(13:9) | Ogniwo Sopot | Sędzia: Janeczko |
| Adrian Nowacki 13 (3K, 2pd), Olgierd Grefkowicz 5 (P), Wojciech Łukasiewicz 5 (P) | Robert Rogowski 14 (4K, pd), Dariusz Wantoch-Rekowski 5 (P), Marcin Malochwy 5 (P) | 23:24(13:9) |              | Sędzia: Janeczko |

|                                                    | WMPD-PUDiZ Olsztyn                               | 19:21(13:0) | Juvenia Kraków | Sędzia: Szostek |
| Grzegorz Buczek 14 (P, 3K), Daniel Karłowicz 5 (P) | Jaroslaw Tomčík 16 (2P, 3pd), Paweł Indrak 5 (P) | 19:21(13:0) |                | Sędzia: Szostek |
| Tomasz Silwanowicz                                 | Waldemar Nawrot · Mateusz Ingarden               | 19:21(13:0) |                | Sędzia: Szostek |

#### VI kolejka
Mecze szóstej kolejki zostały rozegrane 13 i 14 października 2007 roku.
|                      | Posnania Poznań | 6:36(6:12) | Budowlani Łódź | Sędzia: Grzegorz Szostek |
| Jurij Buchało 6 (2K) | Krzysztof Hotowski 10 (2P), Tomasz Stępień 6 (3pd), Kamil Bobryk 5 (P), Marek Mirosz 5 (P), Kacper Ławski 5 (P), Andrzej Milczak 5 (P) | 6:36(6:12) |                | Sędzia: Grzegorz Szostek |
|                      | Krzysztof Hotowski · Sławomir Kiełbik                                                                                                  | 6:36(6:12) |                | Sędzia: Grzegorz Szostek |

|                                                        | Lechia Gdańsk                                            | 14:20(0:17) | Arka Gdynia | Sędzia: Grzegorz Michalik |
| Stanisław Więciorek 10 (2P), Bakuri Czubinidze 4 (2pd) | Dawid Banaszek 15 (4K, dg), Waldemar Szwichtenberg 5 (P) | 14:20(0:17) |             | Sędzia: Grzegorz Michalik |
|                                                        | Jacek Wojaczek                                           | 14:20(0:17) |             | Sędzia: Grzegorz Michalik |

| | Folc AZS AWF Warszawa                      | 64:10(54:10) | WMPD-PUDiZ Olsztyn | Sędzia: Janusz Wilk |
| Adam Pałyska 19 (P, 7pd), Sergo Kwernadze 10 (2P), Michał Kisiel 10 (2P), Jarosław Zagozda 10 (2P), Piotr Nowakowski 5 (P), Jarosław Jędral 5 (P), Aleksander Bartoszewicz 5 (P) | Grzegorz Buczek 5 (P), Błażej Jermak 5 (P) | 64:10(54:10) |                    | Sędzia: Janusz Wilk |

|                                             | Orkan Sochaczew                                                                                                   | 7:26(0:19) | Skra Warszawa | Sędzia: Piotrowicz |
| Łukasz Śmielak 5 (P), Marcin Stencel 2 (pd) | Adrian Nowacki 6 (3pd), Kacper Banasiak 5 (P), Mariusz Śmielak 5 (P), Marcin Domański 5 (P), Konrad Pisarek 5 (P) | 7:26(0:19) |               | Sędzia: Piotrowicz |

|                                   | Ogniwo Sopot                       | 9:15(0:10) | Juvenia Kraków | Sędzia: Leszek Kościelniak |
| Robert Rogowski 9 (3K)            | Jarosław Tomčík 10, Mateusz Grun 5 | 9:15(0:10) |                | Sędzia: Leszek Kościelniak |
| Adam Pogorzelski · Tomasz Formela |                                    | 9:15(0:10) |                | Sędzia: Leszek Kościelniak |

#### VII kolejka
Mecze siódmej kolejki zostały rozegrane 20 i 21 października 2007 roku.
|                                                                                       | Budowlani Łódź         | 18:3(13:0) | Lechia Gdańsk | Sędzia: Piotrowicz |
| Michał Królikowski 5 (P), Michał Zych 5 (P), Marek Mirosz 5 (P), Tomasz Stępień 3 (K) | Aszwetia Tornike 3 (K) | 18:3(13:0) |               | Sędzia: Piotrowicz |
| Krzysztof Hotowski · Dariusz Kaniowski                                                |                        | 18:3(13:0) |               | Sędzia: Piotrowicz |

|                                                                                      | Arka Gdynia                                          | 15:7(7:0) | Folc AZS AWF Warszawa | Sędzia: Kościelniak |
| Kazimierz Raszpunda 10 (2P), Waldemar Szwichtenberg 3 (K), Kamil Simionkowski 2 (pd) | Aleksander Bartoszewicz 5 (P), Rafał Janeczko 2 (pd) | 15:7(7:0) |                       | Sędzia: Kościelniak |
| Paweł Dąbrowski (2) · Paweł Dąbrowski                                                |                                                      | 15:7(7:0) |                       | Sędzia: Kościelniak |

|                                               | Skra Warszawa | 10:44(0:32) | Posnania Poznań | Sędzia: Szostek |
| Maciej Siekiewicz 5 (P), Konrad Pisarek 5 (P) | Piotr Korek 15 (3P), Kamil Dudkowski 10 (2P), Tomasz Gruszczyński 5 (P), Arkadiusz Kwiatkowski 5 (P), Gaga Gureszidze 5 (P), Jurij Buchało 4 (2pd) | 10:44(0:32) |                 | Sędzia: Szostek |

| | Juvenia Kraków     | 54:0(28:0) | Orkan Sochaczew | Sędzia: Janeczko |
| Jaroslaw Tomčík 19 (P, 7pd), Patrik Leroch 10 (2P), Paweł Indrak 5 (P), Grzegorz Falk 5 (P), Paweł Wojciechowski 5 (P), Maciej Lenartowicz 5 (P), Dariusz Smoleń 5 (P) |                    | 54:0(28:0) |                 | Sędzia: Janeczko |
| Grzegorz Falk | Kamil Kościelewski | 54:0(28:0) |                 | Sędzia: Janeczko |

|                                                  | WMPD-PUDiZ Olsztyn | 10:32(5:8) | Ogniwo Sopot | Sędzia: Michalik |
| Piotr Silwanowicz 5 (P), Grzegorz Arbajter 5 (P) | Robert Rogowski 12 (2K, 3 pd), Dariusz Wantoch-Rekowski 5 (P), Michał Krużycki 5 (P), Daniel Podolski 5 (P), Przemysław Szablewski 5 (P) | 10:32(5:8) |              | Sędzia: Michalik |
| Tomasz Silwanowicz                               | | 10:32(5:8) |              | Sędzia: Michalik |

#### VIII kolejka
|                                                    | Folc AZS AWF Warszawa                                                                  | 13:20(3:5) | Budowlani Łódź | Sędzia: Grzegorz Szostek |
| Rafał Janeczko 8 (2K, pd), Maciej Miśkiewicz 5 (P) | Kacper Ławski 5 (P), Marek Mirosz 5 (P), Piotr Gomulak 5 (P), Tomasz Stępień 5 (K, pd) | 13:20(3:5) |                | Sędzia: Grzegorz Szostek |

| | Arka Gdynia | 78:0(38:0) | WMPD-PUDiZ Olsztyn | Sędzia: Mirosław Janeczko |
| Dawid Banaszek 23 (P, 9pd), Mariusz Motyl 10 (2P), Wojciech Ruszkiewicz 5 (P), Jacek Wojaczek 5 (P), Robert Andrzejczuk 5 (P), Marek Skindel 5 (P), Łukasz Szostek 5 (P), Waldemar Szwichtenberg 5 (P), Serhij Harkawy 5 (P), Bartosz Madejewski 5 (P), Paweł Bury 5 (P) |             | 78:0(38:0) |                    | Sędzia: Mirosław Janeczko |

| | Lechia Gdańsk        | 69:3(45:3) | Skra Warszawa | Sędzia: Leszek Kościelniak |
| Mariusz Michalak 20 (4P), Janusz Urbanowicz 12 (6pd), Giorgi Minadze 10 (2P), Rafał Witoszyński 5 (P), Bakuri Czubinidze 5 (P), Tornike Aszwetia 5 (P), Tomasz Rokicki 5 (P), Karol Hedesz 5 (P), Stanisław Więciorek 2 (pd) | Adrian Nowacki 3 (K) | 69:3(45:3) |               | Sędzia: Leszek Kościelniak |

|                      | Posnania Poznań       | 9:3(6:0) | Juvenia Kraków | Sędzia: Mirosław Żórawski |
| Jurij Buchało 9 (3K) | Jaroslav Tomčík 3 (K) | 9:3(6:0) |                | Sędzia: Mirosław Żórawski |
| Paweł Najdek         | Grzegorz Falk         | 9:3(6:0) |                | Sędzia: Mirosław Żórawski |

|                                           | Orkan Sochaczew | 8:24(5:7) | Ogniwo Sopot | Sędzia: Wiesław Piotrowicz |
| Piotr Krysiak 5 (P), Bartosz Ilczuk 3 (K) | Paweł Schulte-Noelle 7 (P,pd), Michał Krużycki 5 (P), Adam Pogorzelski 5 (P), Kamil Węgierski 5 (P), Grzegorz Kurdelski 2 (pd) | 8:24(5:7) |              | Sędzia: Wiesław Piotrowicz |

#### IX kolejka
Mecze dziewiątej kolejki zostały rozegrane 10 i 11 listopada 2007 roku.
|                       | Budowlani Łódź                                                             | 3:15(0:7) | Arka Gdynia | Sędzia: Grzegorz Michalik |
| Tomasz Grodecki 3 (K) | Wojciech Ruszkiewicz 5 (P), Serhij Harkawy 5 (P), Dawid Banaszek 5 (pd, K) | 3:15(0:7) |             | Sędzia: Grzegorz Michalik |
| Michał Zych           |                                                                            | 3:15(0:7) |             | Sędzia: Grzegorz Michalik |

|                                                                              | Skra Warszawa | 19:33(0:33) | Folc AZS AWF Warszawa | Sędzia: Kacper Michałkiewicz |
| Adrian Nowacki 9 (P, 2pd), Kacper Banasiak 5 (P), Wojciech Łukasiewicz 5 (P) | Łukasz Nowosz 10 (2P), Rafał Janeczko 8 (4pd), Daniel Niemczak 5 (P), Grzegorz Osiadacz 5 (P), Maciej Miśkiewicz 5 (P) | 19:33(0:33) |                       | Sędzia: Kacper Michałkiewicz |

|                            | Juvenia Kraków | 11:30(6:13) | Lechia Gdańsk | Sędzia: Mirosław Żórawski |
| Jarosław Tomčík 11 (P, 2K) | Stanisław Więciorek 10 (2P), Minadze Giorgi 5 (P), Marek Płonka 5 (P), Mariusz Michalak 5 (P), Bakuri Czubinidze 5 (pd, K) | 11:30(6:13) |               | Sędzia: Mirosław Żórawski |

| 10 listopada 2007 | Ogniwo Sopot                                          | 10:32(5:13) | Posnania Poznań                                                       | Sędzia: Jaczek |
| 10 listopada 2007 | Dariusz Wantoch-Rekowski 5 (P), Roland Iwańczuk 5 (P) | 10:32(5:13) | Piotr Korek 20 (4P), Jurij Buchało 7 (2pd, K), Mikołaj Borowski 5 (P) | Sędzia: Jaczek |
| 10 listopada 2007 | Adam Pogorzelski · Tomasz Formela                     | 10:32(5:13) | Dominik Machlik                                                       | Sędzia: Jaczek |

#### X kolejka
Mecze dziesiątej kolejki miały zostać rozegrane 17 i 18 listopada 2007 roku, jednak z powodu złych warunków atmosferycznych trzy z nich rozegrano dopiero w marcu 2008 roku.
|                                                 | Ogniwo Sopot | 8:50(3:5) | Lechia Gdańsk | Sędzia: Leszek Kościelniak |
| Michał Krużycki 5 (P), Grzegorz Kurdelski 3 (K) | Janusz Urbanowicz 15 (P, 5pd), Marek Płonka 10 (2P), Mariusz Michalak 10 (2P), Łukasz Doroszkiewicz 5 (P), Giorgi Minadze 5 (P), Bakuri Czubinidze 5 (P) | 8:50(3:5) |               | Sędzia: Leszek Kościelniak |
|                                                 | Maciej Wojtkuński | 8:50(3:5) |               | Sędzia: Leszek Kościelniak |

|                                                  | Orkan Sochaczew                                                                     | 7:20(7:13) | Posnania Poznań | Sędzia: Grzegorz Michalik |
| Emil Kowalewski 5 (P), Przemysław Jeznach 2 (pd) | Filip Rau 5 (P), Maciej Adamczyk 5 (P), Tomasz Nowak 5 (P), Jurij Buchało 5 (K, pd) | 7:20(7:13) |                 | Sędzia: Grzegorz Michalik |

| 16 marca 2008 | WMPD-PUDiZ Olsztyn                          | 7:71(0:50) | Budowlani Łódź | Sędzia: Janeczko |
| 16 marca 2008 | Przemysław Bekier 5, Grzegorz Buczek 2 (pd) | 7:71(0:50) | Tomasz Stępień 21 (P, 8pd), Krzysztof Hotowski 15 (3P), Michał Królikowski 5 (P), Kacper Ławski 5 (P), Tomasz Grodecki 5 (P), Maciej Maciejewski 5 (P), Piotr Gomulak 5 (P), Łukasz Wieczorek 5 (P), Łukasz Żórawski 5 (P) | Sędzia: Janeczko |

| 15 marca 2008 | Skra Warszawa            | 3:73(0:25) | Arka Gdynia | Sędzia: Piotrowicz |
| 15 marca 2008 | Olgierd Grefkowicz 3 (K) | 3:73(0:25) | Serhij Harkawy 15 (3P), Krzysztof Korbolewski 14 (P, 3pd, K), Piotr Wójcik 14 (P, 3K), Sławomir Jeliński 5 (P), Paweł Nowak 5 (P), Łukasz Szostek 5 (P), Samujło 5 (P), Michał Rogowski 5 (P), Marcel Zembroń 5 (P) | Sędzia: Piotrowicz |

| 15 marca 2008 | Juvenia Kraków | 31:38(24:28) | Folc AZS AWF Warszawa | Sędzia: Żórawski |
| 15 marca 2008 | Jaroslav Tomčík 6, Grzegorz Falk 5 (P), Mateusz Ingarden (P), Patryk Leroch 5 (P), Paweł Wojciechowski 5 (P), Maciej Sokołowski 5 (P) | 31:38(24:28) | Adam Pałyska 13, Wojciech Łukasiewicz 10 (2P), Daniel Niemczak 5 (P), Aleksander Bartoszewicz 5 (P), Stanisław Niedźwiecki 5 (P) | Sędzia: Żórawski |

#### XI kolejka
| 22 marca 2008 | Budowlani Łódź | 78:0(38:0) | Skra Warszawa | Sędzia: Piotrowicz |
| 22 marca 2008 | Tomasz Stępień 18 (9 pd), Krzysztof Hotowski 15 (3P), Artur Maros 10 (2P), Maciej Pabjańczyk 10 (2P), Przemysław Szyburski 5 (P), Mirosz Marek 5 (P), Sławomir Kiełbik 5 (P), Grzegorz Dułka 5 (P), Michał Mirosz 5 (P) | 78:0(38:0) |               | Sędzia: Piotrowicz |
| 22 marca 2008 | Grzegorz Dułka | 78:0(38:0) |               | Sędzia: Piotrowicz |

| 24 maja 2008 | Arka Gdynia | 32:13(15:6) | Juvenia Kraków                                        | Sędzia: Kościelniak |
| 24 maja 2008 | Paweł Dąbrowski 10 (2P), Kamil Simionkowski 10 (2P), Jacek Wojaczek 5 (P), Wojciech Maliszewski 5 (P), Krzysztof Korbolewski 2 (pd) | 32:13(15:6) | Jaroslav Tomčík 8 (2K, pd), Paweł Wojciechowski 5 (P) | Sędzia: Kościelniak |

| 22 marca 2008 | Folc AZS AWF Warszawa | 46:22(10:12) | Ogniwo Sopot                                                               | Sędzia: Żórawski |
| 22 marca 2008 | Adam Pałyska 11 (4pd, K), Piotr Psuj 10 (2P), Rafał Janeczko 5 (P), Grzegorz Osiadacz 5 (P), Sergo Kwernadze 5 (P), Merab Gabunia 5 (P), Łukasz Miśkiewicz 5 (P) | 46:22(10:12) | Marcin Malochwy 10 (2P), Marcin Pogorzelski 7 (P, pd), Graban Robert 5 (P) | Sędzia: Żórawski |
| 22 marca 2008 | Michał Pazio | 46:22(10:12) | Dariusz Wantoch-Rekowski                                                   | Sędzia: Żórawski |

| 25 maja 2008 | WMPD-PUDiZ Olsztyn | 31:7(12:0) | Posnania Poznań                             | Sędzia: Janeczko |
| 25 maja 2008 | Grzegorz Buczek 6 (3pd), Piotr Silwanowicz 5 (P), Donatas Streckis 5 (P), Egidijus Petronius 5 (P), Marcin Fijałkowski 5 (P), Błażej Czaprowski 5 (P) | 31:7(12:0) | Dominik Machlik 5 (P), Jurij Buchało 2 (pd) | Sędzia: Janeczko |
| 25 maja 2008 | Tytus Sieńczak | 31:7(12:0) |                                             | Sędzia: Janeczko |

| 26 kwietnia 2008 | Lechia Gdańsk | 31:6(21:6) | Orkan Sochaczew           | Sędzia: Mirosław Szczepański |
| 26 kwietnia 2008 | Zurabi Zwiadadze 6 (3pd), Marek Płonka 5 (P), Daniel Jastrząb 5 (P), Tomasz Rokicki 5 (P), Mariusz Michalak 5 (P), Robert Kuźmiński 5 (P) | 31:6(21:6) | Przemysław Jeznach 6 (2K) | Sędzia: Mirosław Szczepański |

#### XII kolejka
Mecze dwunastej kolejki zostały rozegrane 29 i 30 marca 2008 roku.
|                       | Juvenia Kraków                                                                               | 3:26(3:12) | Budowlani Łódź | Sędzia: Michalik |
| Jaroslaw Tomčík 3 (K) | Grzegorz Dułka 10 (2P), Tomasz Stępień 6 (3pd), Kamil Bobryk 5 (P), Maciej Maciejewski 5 (P) | 3:26(3:12) |                | Sędzia: Michalik |

|                          | Ogniwo Sopot | 3:41(3:17) | Arka Gdynia | Sędzia: Kościelniak |
| Grzegorz Kurdelski 3 (K) | Krzysztof Korbolewski 11(4pd, K), Michał Rogowski 10 (2P), Piotr Wójcik 5 (P), Wojciech Ruszkiewicz 5 (P), Mariusz Motyl 5 (P), Bartosz Walczuk 5 (P) | 3:41(3:17) |             | Sędzia: Kościelniak |
|                          | Daniel Bartkowiak | 3:41(3:17) |             | Sędzia: Kościelniak |

|                                                   | Orkan Sochaczew                                                      | 8:24(5:7) | Folc AZS AWF Warszawa | Sędzia: Grzegorz Szostek |
| Daniel Przanowski 5 (P), Przemyslaw Jeznach 3 (K) | Merab Gabunia 15 (3P), Łukasz Miśkiewicz 5 (P), Adam Pałyska 4 (2pd) | 8:24(5:7) |                       | Sędzia: Grzegorz Szostek |
|                                                   | Sergo Kwernadze                                                      | 8:24(5:7) |                       | Sędzia: Grzegorz Szostek |

|                                                                      | Posnania Poznań                                                                                 | 14:23(0:11) | Lechia Gdańsk | Sędzia: Żórawski |
| Tomasz Nowak 5 (P), Tomasz Gruszczyński 5 (P), Jurij Buchało 4 (2pd) | Zurabi Zwiadadze 8 (2K, pd), Piotr Baran 5 (P), Tomasz Rokicki 5 (P), Stanisław Więciorek 5 (P) | 14:23(0:11) |               | Sędzia: Żórawski |

|  | Skra Warszawa | 0:24(0:10) | WMPD-PUDiZ Olsztyn | Sędzia: Janeczko |
|  | Tomasz Silwanowicz 5 (P), Marcin Fijałkowski 5 (P), Donatas Streckis 5 (P), Piotr Silwanowicz 5 (P), Grzegorz Buczek 4 (2pd) | 0:24(0:10) |                    | Sędzia: Janeczko |
|  | Tomasz Silwanowicz | 0:24(0:10) |                    | Sędzia: Janeczko |

#### XIII kolejka
Mecze trzynastej kolejki zostały rozegrane 5 i 6 kwietnia 2008 roku.
| | Budowlani Łódź                                      | 99:9(47:6) | Ogniwo Sopot | Sędzia: Michalik |
| Tomasz Stępień 34 (2P, 12pd), Krzysztof Hotowski 20 (4P), Kacper Ławski 10 (2P), Maciej Pabjańczyk 10 (2P), Kamil Bobryk 5 (P), Maciej Maciejewski 5 (P), Łukasz Wieczorek 5 (P), Sebastian Łuczak 5 (P), Dariusz Kaniowski 5 (P) | Grzegorz Kurdelski 6 (2K), Marcin Pogorzelski 3 (K) | 99:9(47:6) |              | Sędzia: Michalik |
| Kamil Bobryk | Dariusz Wantoch-Rekowski · Marcin Pogorzelski       | 99:9(47:6) |              | Sędzia: Michalik |

| | Arka Gdynia       | 46:0(29:0) | Orkan Sochaczew | Sędzia: Jaczek |
| Bartosz Walczuk 10 (2P), Krzysztof Korbolewski 6 (3pd), Jacek Wojaczek 5 (P), Wojciech Ruszkiewicz 5 (P), Michał Rogowski 5 (P), Paweł Nowak 5 (P), Marcel Zembroń 5 (P), Mariusz Motyl 5 (P) |                   | 46:0(29:0) |                 | Sędzia: Jaczek |
| Wojciech Ruszkiewicz | Łukasz Wiśniewski | 46:0(29:0) |                 | Sędzia: Jaczek |

|                                                                                             | Folc AZS AWF Warszawa                                                                     | 29:24(15:10) | Posnania Poznań | Sędzia: Marcin Zeszutek |
| Merab Gabunia 10 (2P), Adam Pałyska 9 (3pd, K), Łukasz Miśkiewicz 5 (P), Michał Pazio 5 (P) | Paweł Najdek 10 (2P), Tomasz Gruszczyński 5 (P), Piotr Korek 5 (P), Jurij Buchało 4 (2pd) | 29:24(15:10) |                 | Sędzia: Marcin Zeszutek |
| Maciej Miśkiewicz                                                                           | Maciej Adamczyk                                                                           | 29:24(15:10) |                 | Sędzia: Marcin Zeszutek |

|                                                                               | WMPD-PUDiZ Olsztyn | 23:22(13:5) | Lechia Gdańsk | Sędzia: Szostek |
| Grzegorz Buczek 13 (3K, 2pd), Marcin Fiałkowski 5 (P), Donatas Streckis 5 (P) | Robert Kuźmiński 5 (P), Łukasz Doroszkiewicz 5 (P), Tomasz Rokicki 5 (P), Rafał Wojcieszak 5 (P), Zurab Zvidadze 2 (pd) | 23:22(13:5) |               | Sędzia: Szostek |

|                                                  | Skra Warszawa                                                              | 15:40(3:21) | Juvenia Kraków | Sędzia: Piotrowicz |
| Giera 5 (P), Pisarek 5 (P), Grefkowicz 5 (K, pd) | Jaroslav Tomčík 20 (2P, 5pd), Konrad Jarosz 15 (3P), Jacek Bielawski 5 (P) | 15:40(3:21) |                | Sędzia: Piotrowicz |
|                                                  | Grzegorz Falk                                                              | 15:40(3:21) |                | Sędzia: Piotrowicz |

#### XIV kolejka
Mecze czternastej kolejki zostały rozegrane 12 i 13 kwietnia 2008 roku.
|                           | Orkan Sochaczew | 9:50(3:26) | Budowlani Łódź | Sędzia: Jarowicz |
| Przemysław Jeznach 9 (3K) | Kamil Bobryk 15 (3P), Tomasz Stępień 10 (5pd), Marek Mirosz 5 (P), Tomasz Grodecki 5 (P), Maciej Maciejewski 5 (P), Krzysztof Zając 5 (P), Piotr Gomulak 5 (P) | 9:50(3:26) |                | Sędzia: Jarowicz |

|                          | Posnania Poznań                                                                     | 9:21(6:14) | Arka Gdynia | Sędzia: Piotrowicz |
| Jurij Buchało 9 (2K, dg) | Krzysztof Korbolewski 11 (P, 3pd), Wojciech Ruszkiewicz 5 (P), Łukasz Szostek 5 (P) | 9:21(6:14) |             | Sędzia: Piotrowicz |
| Tomasz Gruszczyński      | Michał Rogowski                                                                     | 9:21(6:14) |             | Sędzia: Piotrowicz |

|                                                                          | Lechia Gdańsk                                               | 11:13(11:3) | Folc AZS AWF Warszawa | Sędzia: Żórawski |
| Bakuri Czubinidze 5 (P), Zurabi Zwiadadze 3 (K), Tornike Aszwetia 3 (dg) | Michał Pazio 5 (P), Merab Gabunia 5 (P), Adam Pałyska 3 (K) | 11:13(11:3) |                       | Sędzia: Żórawski |
| Janusz Urbanowicz                                                        |                                                             | 11:13(11:3) |                       | Sędzia: Żórawski |

| | Ogniwo Sopot                                        | 31:12(17:0) | Skra Warszawa | Sędzia: Kościelniak |
| Roland Iwańczuk 10 (2P), Grzegorz Kurdelski 6 (3pd), Mindia Kuchianidze 5 (P), Grzegorz Janiec 5 (P), Tomasz Formela 5 (P) | Olgierd Grefkowicz 7 (P, pd), Kacper Banasiak 5 (P) | 31:12(17:0) |               | Sędzia: Kościelniak |

| 12 kwietnia 2008 | Juvenia Kraków                                                            | 14:14(14:0) | WMPD-PUDiZ Olsztyn                                                      | Sędzia: Michalik |
| 12 kwietnia 2008 | Marcin Sokolowski 5 (P), Maciej Sokołowski 5 (P), Jaroslav Tomčík 4 (2pd) | 14:14(14:0) | Daniel Karłowicz 5 (P), Donatas Streckis 5 (P), Grzegorz Buczek 4 (2pd) | Sędzia: Michalik |

#### XV kolejka
Mecze piętnastej kolejki zostały rozegrane 19 i 20 kwietnia 2008 roku.
| | Budowlani Łódź      | 65:3(29:0) | Posnania Poznań | Sędzia: Szostek |
| Maciej Maciejewski 15 (3P), Tomasz Grodecki 10 (2P), Tomasz Stępień 10 (5pd), Łukasz Sachrajda 5 (P), Michał Królikowski 5 (P), Marek Mirosz 5 (P), Łukasz Wieczorek 5 (P), Piotr Karpiński 5 (P), Łukasz Żórawski 5 (P) | Jurij Buchało 3 (K) | 65:3(29:0) |                 | Sędzia: Szostek |

|                                                                        | Arka Gdynia                                              | 17:19(3:3) | Lechia Gdańsk | Sędzia: Piotrowicz |
| Krzysztof Korbolewski 9 (3K), Mariusz Motyl 5 (P), Piotr Wójcik 3 (dg) | Zurabi Zwiadadze 16 (P, pd, 3K), Tornike Aszwetii 3 (dg) | 17:19(3:3) |               | Sędzia: Piotrowicz |
| Kamil Simionkowski                                                     |                                                          | 17:19(3:3) |               | Sędzia: Piotrowicz |

|                         | WMPD-PUDiZ Olsztyn | 5:55(0:31) | Folc AZS AWF Warszawa | Sędzia: Mirosław Żórawski |
| Piotr Silwanowicz 5 (P) | Maciej Miśkiewicz 20 (4P), Aleksander Bartoszewicz 5 (P), Łukasz Nowosz 5 (P), Stanisław Niedźwiecki 5 (P), Sergo Kwernadze 5 (P), Merab Gabunia 5 (P), Adam Pałyska 6 (2K), Rafał Janeczko 4 (2pd) | 5:55(0:31) |                       | Sędzia: Mirosław Żórawski |
| Piotr Wardaszko         | Mariusz Liedel | 5:55(0:31) |                       | Sędzia: Mirosław Żórawski |

|                                                                       | Skra Warszawa                                                             | 12:23(12:3) | Orkan Sochaczew | Sędzia: Tomasz Jarowicz |
| Konrad Pisarek 5 (P), Michał Majcher 5 (P), Olgierd Grefkowicz 2 (pd) | Dawid Popławski 13 (P, pd, 2K), Marcin Stencel 5 (P), Łukasz Śmielak 5(P) | 12:23(12:3) |                 | Sędzia: Tomasz Jarowicz |

|                                                                                  | Juvenia Kraków                                       | 37:7(14:7) | Ogniwo Sopot | Sędzia: Janeczko |
| Jaroslav Tomčík 22 (2P, 3pd, 2K), Marcin Sokołowski 10 (2P), Konrad Jarosz 5 (P) | Łukasz Anuszkiewicz 5 (P), Grzegorz Kurdelski 2 (pd) | 37:7(14:7) |              | Sędzia: Janeczko |
| Marek Odoliński · Paweł Wojciechowski                                            | Łukasz Anuszkiewicz · Kuchianidze · Michał Krużycki  | 37:7(14:7) |              | Sędzia: Janeczko |

#### XVI kolejka
Mecze szesnastej kolejki zostały rozegrane 3 i 4 maja 2008 roku.
|                              | Lechia Gdańsk                                                   | 15:15(9:5) | Budowlani Łódź | Sędzia: Leszek Kościelniak |
| Zurabi Zwiadadze 15 (4K, dg) | Kacper Ławski 5 (P), Marek Mirosz 5 (P), Łukasz Wieczorek 5 (P) | 15:15(9:5) |                | Sędzia: Leszek Kościelniak |

|                                                                          | Folc AZS AWF Warszawa                                                                | 22:20(5:6) | Arka Gdynia | Sędzia: Mirosław Żórawski |
| Merab Gabunia 10 (2P), Rafał Janeczko 7 (P, pd), Maciej Miśkiewicz 5 (P) | Dawid Banaszek 11 (P, 2K), Wojciech Ruszkiewicz 5 (P), Krzysztof Korbolewski 4 (2pd) | 22:20(5:6) |             | Sędzia: Mirosław Żórawski |
|                                                                          | Kamil Simionkowski                                                                   | 22:20(5:6) |             | Sędzia: Mirosław Żórawski |

|  | Posnania Poznań | 25:0 (wo.) | Skra Warszawa |  |
|  |                 | 25:0 (wo.) |               |  |

|                                  | Orkan Sochaczew                             | 6:11(3:5) | Juvenia Kraków | Sędzia: Tomasz Jarowicz |
| Dawid Popławski 6 (2K)           | Jaroslav Tomčík 6 (2K), Patrik Leroch 5 (P) | 6:11(3:5) |                | Sędzia: Tomasz Jarowicz |
| Emil Kowalewski · Paweł Pietrzyk | Patrik Leroch · Paweł Świadek               | 6:11(3:5) |                | Sędzia: Tomasz Jarowicz |

| | Ogniwo Sopot                                           | 30:15(15:5) | WMPD-PUDiZ Olsztyn | Sędzia: Mirosław Janeczko |
| Robert Olszewski 10 (2P), Grzegorz Kurdelski 7 (2pd, K), Michał Krużycki 5 (P), Paweł Żaczek 5 (P), Marcin Pogorzelski 3 (dg) | Piotr Silwanowicz 10 (2P), Radosław Zajączkowski 5 (P) | 30:15(15:5) |                    | Sędzia: Mirosław Janeczko |

#### XVII kolejka
Mecze siedemnastej kolejki zostały rozegrane 17 i 18 maja 2008 roku.
| 17 maja 2008 | Budowlani Łódź                                        | 26:21(13:11) | Folc AZS AWF Warszawa                                                  | Sędzia: Marcin Zeszutek |
| 17 maja 2008 | Remus Lungu 16 (2pd, 3K, dg), Łukasz Żórawski 10 (2P) | 26:21(13:11) | Rafał Janeczko 11 (3K, pd), Merab Gabunia 5 (P), Sergo Kwernadze 5 (P) | Sędzia: Marcin Zeszutek |

|  | WMPD-PUDiZ Olsztyn | 0:36(0:22) | Arka Gdynia | Sędzia: Jarowicz |
|  | Krzysztof Korbolewski 16 (P, 4pd, K) , Piotr Wójcik 5 (P), Mariusz Motyl 5 (P), Bartosz Walczuk 5 (P), Michał Rogowski 5 (P) | 0:36(0:22) |             | Sędzia: Jarowicz |

|  | Skra Warszawa | 0:85(0:35) | Lechia Gdańsk | Sędzia: Janeczko |
|  | Grzegorz Śliwiński 13 (P, 4pd), Karol Hedesz 12 (2P, pd), Tornike Aszwetia 10 (2P), Bakuri Czubinidze 10 (2P), Paweł Lenartowicz 10 (2P), Paweł Sienkiewicz 5 (P), Łukasz Doroszkiewicz 5 (P), Daniel Jastrząb 5 (P), Piotr Piszczek 5 (P), Mariusz Michalak 5 (P), Robert Kuźmiński 5 (P) | 0:85(0:35) |               | Sędzia: Janeczko |

|                                                                     | Juvenia Kraków                  | 24:0(5:0) | Posnania Poznań | Sędzia: Michalik |
| Patrik Leroch 15 (3P), Konrad Jarosz 5 (P), Jaroslav Tomčík 4 (2pd) |                                 | 24:0(5:0) |                 | Sędzia: Michalik |
| Rafał Budka · Marek Odoliński                                       | Marcin Szumiński · Tomasz Nowak | 24:0(5:0) |                 | Sędzia: Michalik |

| | Ogniwo Sopot                              | 24:8(12:3) | Orkan Sochaczew | Sędzia: Kościelniak |
| Grzegorz Janiec 10 (2P), Łukasz Anuszkiewicz 5 (P), Marcin Malochwy 5 (P), Grezgorz Kurdelski 4 (2pd) | Tomasz Malesa 5 (P), Bartosz Ilczuk 3 (K) | 24:8(12:3) |                 | Sędzia: Kościelniak |
| Grzegorz Janiec · Marcin Malochwy                                                                     | Kamil Kotlarski · Emil Kowalewski         | 24:8(12:3) |                 | Sędzia: Kościelniak |

#### XVIII kolejka
| 31 maja 2008 | Arka Gdynia          | 5:18(0:11) | Budowlani Łódź                                                         | Sędzia: Piotrowicz |
| 31 maja 2008 | Jacek Wojaczek 5 (P) | 5:18(0:11) | Remus Lungu 8 (2K, 1pd), Maciej Pabjańczyk 5 (P), Tomasz Stępień 5 (P) | Sędzia: Piotrowicz |
| 31 maja 2008 | Sławomir Jeliński    | 5:18(0:11) | Marek Mirosz                                                           | Sędzia: Piotrowicz |

| 31 maja 2008 | Folc AZS AWF Warszawa | 122:0(82:0) | Skra Warszawa | Sędzia: Szostek |
| 31 maja 2008 | Rafał Janeczko 25 (P, 10pd), Jacek Grygułło 20 (2P, 5pd), Maciej Miśkiewicz 20 (5P), Sergo Kwernadze 10 (2P), Adam Pałyska 7 (P, pd), Michał Kisiel 5 (P), Jarosław Domański 5 (P), Jarosław Jędral 5(P), Michał Pazio 5 (P), Łukasz Miśkiewicz 5 (P), Piotr Psuj 5 (P), Jan Cal 5 (P), Stanisław Niedźwiecki 5 (P) | 122:0(82:0) |               | Sędzia: Szostek |

| 31 maja 2008 | Lechia Gdańsk                                                             | 14:17(0:11) | Juvenia Kraków                                  | Sędzia: Janeczko |
| 31 maja 2008 | Łukasz Doroszkiewicz 5 (P), Maciej Brażuk 5 (P), Zurabi Zwiadadze 4 (2pd) | 14:17(0:11) | Jaroslav Tomčík 12 (4K), Piotr Liguzinski 5 (P) | Sędzia: Janeczko |
| 31 maja 2008 | Zurabi Zwiadadze                                                          | 14:17(0:11) |                                                 | Sędzia: Janeczko |

| 31 maja 2008 | Posnania Poznań | 52:7(28:0) | Ogniwo Sopot                                              | Sędzia: Michalik |
| 31 maja 2008 | Jurij Buchało 22 (P, 4pd, 3K), Dominik Machlik 5 (P), Paweł Najdek 5 (P), Marcin Szumiński 5 (P), Tomasz Gruszczyński 5 (P), Piotr Korek 5 (P), Arek Kwiatkowski 5 (P) | 52:7(28:0) | Dariusz Wantoch-Rekowski 5 (P), Grzegorz Kurdelski 2 (pd) | Sędzia: Michalik |
| 31 maja 2008 | Mindia Kuchianidze | 52:7(28:0) |                                                           | Sędzia: Michalik |

| 31 maja 2008 | Orkan Sochaczew                                                          | 26:22(13:10) | WMPD-PUDiZ Olsztyn                                                                                   | Sędzia: Marcin Zeszutek |
| 31 maja 2008 | Dawid Popławski 18 (P, 2pd, 3K), Piotr Wylot 5 (P), Bartosz Ilczuk 3 (K) | 26:22(13:10) | Donatas Streckis 10 (2P), Piotr Silwanowicz 5 (P), Vaidac Daugnovas 5 (P), Marcin Kwiatkowski 2 (pd) | Sędzia: Marcin Zeszutek |
| 31 maja 2008 | Dawid Popławski                                                          | 26:22(13:10) | Piotr Wardaszko · Valdas Mongonis                                                                    | Sędzia: Marcin Zeszutek |

### Tabela
Tabela ligi po zakończeniu sezonu zasadniczego (w kolorze zielonym wiersze z drużynami, które awansowały do półfinałów):
| Pozycja | Drużyna               | Punkty razem | Mecze | Bilans punktów | Punkty bonusowe |
| ------- | --------------------- | ------------ | ----- | -------------- | --------------- |
| 1.      | Budowlani Łódź        | 78           | 18    | 845:153        | 12              |
| 2.      | Folc AZS AWF Warszawa | 75           | 18    | 644:242        | 15              |
| 3.      | Arka Gdynia           | 72           | 18    | 605:130        | 12              |
| 4.      | Lechia Gdańsk         | 59           | 18    | 565:221        | 14              |
| 5.      | Juvenia Kraków        | 44           | 18    | 332:301        | 6               |
| 6.      | Posnania Poznań       | 39           | 18    | 346:355        | 7               |
| 7.      | Ogniwo Sopot          | 31           | 18    | 282:630        | 7               |
| 8.      | WMPD-PUDiZ Olsztyn    | 23           | 18    | 227:617        | 5               |
| 9.      | RKS Skra Warszawa     | 11           | 18    | 175:808        | 4               |
| 10.     | MKS Orkan Sochaczew   | 8            | 18    | 123:678        | 1               |

## Faza finałowa

### Półfinały
Wynik półfinałów:
Półfinały zostanły rozegrane 7 czerwca 2008 roku.
| 7 czerwca 2008 | Budowlani Łódź | 32:10(12:3) | Lechia Gdańsk                                  | Sędzia: Grzegorz Michalik |
| 7 czerwca 2008 | Remus Lungu 7 (2pd, K), Kamil Bobryk 5 (P), Witalij Zadwirny 5 (P), Marek Mirosz 5 (P), Tomasz Stępień 5 (P), Krzysztof Hotowski 5 (P) | 32:10(12:3) | Karol Hedesz 5 (P), Zurabi Zwiadadze 5 (K, pd) | Sędzia: Grzegorz Michalik |

| 7 czerwca 2008 | Folc AZS AWF Warszawa                                                     | 13:8(10:8) | Arka Gdynia                              | Sędzia: Wiesław Piotrowicz |
| 7 czerwca 2008 | Maciej Miśkiewicz 5 (P), Wojciech Łukasiewicz 5 (P), Rafał Janeczko 3 (K) | 13:8(10:8) | Mariusz Motyl 5 (P), Piotr Wójcik 3 (dg) | Sędzia: Wiesław Piotrowicz |

### Finał
Wynik finału:
| 15 czerwca 2008 | Budowlani Łódź                                                                                  | 18:20(10:3) | Folc AZS AWF Warszawa                                                | Sędzia: Akim Hadj Bachir (Francja) |
| 15 czerwca 2008 | Krzysztof Hotowski 5 (P), Michał Królikowski 5 (P), Remus Lungu 5 (K, pd), Tomasz Stępień 3 (K) | 18:20(10:3) | Rafał Janeczko 10 (2K, 2pd), Łukasz Nowosz 5 (P), Adam Pałyska 5 (P) | Sędzia: Akim Hadj Bachir (Francja) |

## Klasyfikacja końcowa
Klasyfikacja końcowa ligi (na czerwono wiersze z drużynami, która spadły do II ligi):
| Pozycja | Drużyna               |
| ------- | --------------------- |
| 1.      | Folc AZS AWF Warszawa |
| 2.      | Budowlani Łódź        |
| 3.      | Arka Gdynia           |
| 3.      | Lechia Gdańsk         |
| 5.      | Juvenia Kraków        |
| 6.      | Posnania Poznań       |
| 7.      | Ogniwo Sopot          |
| 8.      | WMPD-PUDiZ Olsztyn    |
| 9.      | Skra Warszawa         |
| 10.     | Orkan Sochaczew       |

## II liga
Równolegle z rozgrywkami Ekstraligi rywalizowały drużyny w II lidze.
Końcowa klasyfikacja II ligi (na zielono wiersze z drużynami, które awansowały do Ekstraligi):
| Poz. | Drużyna                |
| ---- | ---------------------- |
| 1    | Czarni Pruszcz Gdański |
| 2    | Budowlani II Łódź      |
| 3    | Pogoń Siedlce          |
| 4    | Budowlani Lublin       |
| 5    | Kosmaz Koszalin        |
| 6    | Arka II Gdynia         |
| 7    | KR Mosina              |

## Inne rozgrywki
W finale rozgrywanego w tym sezonie Pucharu Polski Lechia Gdańsk pokonała Budowlanych Łódź 22:17. W zakończonych w 2008 rozgrywkach w kategoriach młodzieżowych mistrzostwo Polski juniorów zdobyła Posnania Poznań, a wśród kadetów Ogniwo Sopot.